# 元和街道 (云和县)
元和街道，是中华人民共和国浙江省丽水市云和县下辖的一个乡镇级行政单位。

## 行政区划
元和街道下辖以下地区：
元和社区、小徐村、古竹村、白垟墩村、山脚村、睦田村、霞晓桥村、沈岸村、云坛村、陈村、李山前村、梅湾村、靛青山村、包山村、平里村、竹坑村、沈村、苏坑村和沈庄村。